# Олга Черњевскаја
Олга Михајловна Черњавскаја ((рус. Ольга Михайловна Чернявская), рођена Давидова, бивша Бурова, Ирбит, 17. септембар 1963.) некадашња је руска атлетичарка. Као Олга Бурова, освојила је златну медаљу у бацању диска на Светском првенству 1993. Такође је освојила сребро на Европском првенству 1990. и бронзу на Светском првенству 1995.

## Каријера
Завршила је као пета на Олимпијским играма у Барселони 1992. такмичећи се као Олга Бурова за Уједињени Тим. Освојила је златну медаљу на Светском првенству 1993. у Штутгарту такмичећи се као Олга Бурова за Русију. Учествовала је и на Олимпијским играма 1996. и 2004. године. Њен лични рекорд је 68,38 м, постигнут 1992.

## Приватно
Олга Михајловна је дипломирала на Државном универзитету у Ставропољу. Од 1992. године удата је за свог тренера Сергеја Черњавског, којег је упознала 1978. у кампу за обуку у Кисловодску. Живе у Ставропољу и имају ћерку.

## Међународна такмичења
| Представљајући СССР                                | Представљајући СССР | Представљајући СССР | Представљајући СССР | Представљајући СССР | Представљајући СССР |
| Година                                             | Такмичење           | Место               | Пласман             | Дисциплина          | Резултат            |
| -------------------------------------------------- | ------------------- | ------------------- | ------------------- | ------------------- | ------------------- |
| 1989                                               | Континентални куп   | Барселона, Шпанија  | 5.                  | Бацање диска        | 61.46 м             |
| 1990                                               | Игре добре воље     | Сијетл, САД         | 3.                  | Бацање диска        | 65.46 м             |
| 1990                                               | Европско првенство  | Сплит, Југославија  | 2.                  | Бацање диска        | 66.72 м             |
| Представљајући Уједињени тим на Олимпијским играма |                     |                     |                     |                     |                     |
| 1992                                               | Олимпијске игре     | Барселона, Шпанија  | 5.                  | Бацање диска        | 64.02 м             |
| Представљајући Русију                              |                     |                     |                     |                     |                     |
| 1993                                               | Светско првенство   | Штутгарт, Немачка   | 1.                  | Бацање диска        | 67.40 м             |
| 1994                                               | Европско првенство  | Хелсинки, Финска    | 5.                  | Бацање диска        | 62.54 м             |
| 1995                                               | Светско првенство   | Гетеборг, Шведска   | 3.                  | Бацање диска        | 66.86 м             |
| 1996                                               | Олимпијске игре     | Атланта, САД        | 6.                  | Бацање диска        | 64.70 м             |
| 2004                                               | Олимпијске игре     | Атина, Грчка        | 20.                 | Бацање диска        | 58.64 м             |